# レリックアーマーLEGACIAM
『レリックアーマーLEGACIAM』（レリックアーマー レガシアム）は、1987年11月28日に発売されたOVA作品。

## 概要
元々は前後編で企画されたが、諸般の事情により後編は制作されなかった。
アニメーターの北爪宏幸が主宰したアトリエ戯雅が制作、株式会社ネットワーク フロンティア事業部（現・バンダイナムコアーツ）より発売。
同じ世界観・設定を共有するスピンオフ作品として、小説『耐熱装甲レガシアム 塔の戦士』が模型情報にて連載された。著者は本作の脚本を手がけた遠藤明範で、キャラデザインと挿絵は北爪が担当。1989年7月に連載分をまとめたものがバンダイ文庫から発売された。

## ストーリー
惑星リバティアのある田園にアルシアという女の子がいた。アルシアの祖父エルゼフはある塔の研究者で、レガシアムという着ぐるみ（ロボットアーマー）を持っていた。レガシアムは女の子用らしく、アルシアをパイロットとして調整が進んでいた。ある日、エルゼフとレガシアムを狙う政府側の人間がアルシアの家を襲撃、アルシアはレガシアムを装着したままエルゼフの命令で逃走した。しかしエルゼフは捕まり、レガシアムは途中で燃料が切れ、行きだおれてしまう。そこへ騒ぎを聞きつけた友人のドロシーとブリックが通りかかり、アルシアを町の知り合いゼノとサハロのところへと連れて行ってくれた。合流したアルシア達は、救出したエルゼフから塔とレガシアムにまつわる秘密を知り、塔へと旅立つことにした。

## 登場人物（声の出演）
アルシア・グレイス
声 - 岩間えり子
ゼノ・モゼスティ
声 - 田中秀幸
サハロ
声 - 矢尾一樹
ドロシー・トワイフ
声 - 神代智恵
ブリック・トワイフ
声 - 松井菜桜子
エルゼフ・グレイス
声 - 永井一郎
フェルミス・リーク
声 - 勝生真沙子
ダーツ・アイラー
声 - 鈴置洋孝

## 登場メカ
- レガシアム

## スタッフ
- 原作・監督 - 北爪宏幸
- 脚本 - 遠藤明範
- キャラクターデザイン - 北爪宏幸、山下明彦、山形厚史
- メカニックデザイン - 北爪宏幸、ふじたゆきひさ、安藤達也
- 絵コンテ - 望月智充、北爪宏幸、高山秀樹
- 演出 - 高山秀樹
- メカニック作画監督 - 大森英敏
- 作画監督 - 山下明彦、大森英敏、北爪宏幸
- SF考証 - 永瀬唯
- 美術監督 - 佐々木洋、菊地正典
- 美術監督補佐 - 串田達也
- 撮影監督 - 森田俊昭
- 音響監督・録音演出 - 斯波重治
- 音楽 - 矢野立美
- プロデューサー - 高梨実、みつもりゆう子
- 制作 - アトリエ戯雅
- 製作 - ネットワーク、ムービック

## 主題歌・挿入歌
エンディングテーマ「WE NEED LOVE」
作詞 - リンダ・ヘンリック / 作曲 - 瀬井広明 / 編曲 - 若草恵 / 歌 - ひろえ純
挿入歌「答えて欲しい」
作詞 - 安藤芳彦 / 作曲 - 国安わたる / 編曲 - 若草恵 / 歌 - ひろえ純